# كوس عنبر (مقاطعة ديواندرة)
كوس عنبر (بالفارسية: کوس عنبر) هي قرية تقع في قسم سارال الريفي (مقاطعة ديواندرة) في إيران. يقدر عدد سكانها بـ 272 نسمة بحسب إحصاء 2016.